# Tutta colpa del vulcano
Tutta colpa del vulcano  (Eyjafjallajökull) è un film del 2013 diretto da Alexandre Coffre.
La commedia trae spunto da un fatto realmente accaduto nel 2010, quando a seguito dell'enorme quantità di cenere generata dall'eruzione del vulcano islandese Eyjafjöll, il traffico aereo in Europa venne paralizzato per motivi di sicurezza.

## Trama
Alain e Valérie sono divorziati e in eterno conflitto. Quando la giovane figlia Cécile decide di sposarsi in un piccolo villaggio della Grecia, i due, ignari l'uno dell'altro, si imbarcano sullo stesso aereo per raggiungerla.
Sfortuna vuole che proprio mentre sono pronti per decollare venga decretata l'interruzione di tutte le attività aeree sui cieli europei a causa dell'eruzione dell'Eyjafjallajökull in Islanda. Costretti a terra, Alain preferisce noleggiare un'auto, vedendo che l'ex moglie aveva preferito il bus: invece questa dopo pochi minuti lo raggiunge. Inizia così un viaggio avventuroso nel quale i due, attraverso Germania, Austria, Slovenia, Croazia e Albania, riusciranno infine a raggiungere Corfù appena in tempo per assistere al matrimonio della figlia. Durante il viaggio, dopo aver distrutto un'auto, rubato un furgone, un'auto della polizia e un aereo da turismo, distrutto anche questo, tentato di uccidersi a vicenda e abbattuto accidentalmente un'aquila durante una festa in Albania, i due riscoprono il piacere di stare insieme e così alla fine, dopo aver fatto onore alla figlia, si consegnano serenamente alla polizia greca.

## Produzione
La canzone che ricorre più volte e che al termine il padre dedica alla figlia appena sposata è Cécile, ma fille di Claude Nougaro.

## Accoglienza
A fronte di un grande budget di circa 23 milioni di euro, il film ha incassato in tutto il mondo poco più di 17 milioni, deludendo soprattutto in Francia. Si tratta perciò del secondo flop consecutivo per Dany Boon, dopo Un piano perfetto dell'anno precedente.